# Tratado Anglo-Siamês de 1909
O Tratado Anglo-Siamês de 1909, ou Tratado de Bangkok de 1909, foi um tratado entre o Reino Unido e o Reino do Sião, assinado em 10 de março de 1909, em Bangkok. As ratificações foram trocadas em Londres em 9 de julho de 1909, e o tratado estabeleceu a fronteira moderna entre a Malásia e a Tailândia. A área ao redor das atuais Pattani, Narathiwat, Songkhla no extremo sul, Satun e Yala,  permaneceu sob controle tailandês, onde décadas depois a insurgência no sul da Tailândia eclodiria. A Tailândia renunciou às suas reivindicações de soberania sobre Kedah (em tailandês: ไทรบุรี), Kelantan (กลันตัน, Kalantan), Perlis (ปะลิส, Palit) e Terengganu (ตรังกานู, Trangkanu) que entraram na esfera de influência britânica como protetorados. Esses quatro estados, junto com Johor, mais tarde ficaram conhecidos como Estados Malaios não Federados.